# Marcelo Oliveira (político)
Francisco Marcelo de Oliveira (Mauá, 10 de março de 1972) mais conhecido como Marcelo Oliveira é um ex-metalúrgico e político brasileiro filiado ao Partido dos Trabalhadores. Foi vereador por dois mandatos e é  atual prefeito da cidade de Mauá, tendo sido eleito em 2020 e reeleito em 2024.

## Carreira política

### Vereador de Mauá (2009-2020)
Em 2004 concorreu pela primeira vez a um cargo eletivo disputando uma vaga de vereador pela cidade de Mauá, pelo Partido dos Trabalhadores, não conseguindo obter êxito. Na eleição seguinte Marcelo conseguiu a vitória com 4.513 votos, sendo reeleito em 2012, com 4.334 e em 2016 com 3.539 votos.
Durante sua atuação parlamentar na Câmara Municipal de Mauá, presidiu a casa durante o biênio 2015-2016, assumindo o cargo de prefeito interino em algumas ocasiões, substituindo seu correligionário e então prefeito titular Donisete Braga, cujo vice renunciou ao cargo em 2013.

### Prefeito de Mauá (2021-atualidade)
Em 2020 foi candidato à prefeito de Mauá pelo Partido dos Trabalhadores, apoiado pelo ex-prefeito e correligionário Oswaldo Dias, que indicou sua esposa Celma para ser candidata à vice em sua chapa, Marcelo e Celma alcançaram a vitória em segundo turno, com 91.459 votos, que representaram 50,74% dos eleitorado total do município, derrotando Atila Jacomussi, então prefeito da cidade e candidato à reeleição pelo PSB.
No dia 1.º de janeiro de 2021 tomou posse no cargo de prefeito, junto a vice e os 21 vereadores do município na câmara municipal de Mauá.

#### 1.º Mandato
Seu primeiro mandato como prefeito de Mauá foi marcado pela entrega de diversas obras no município, como a da UBS São João, aportada através de um convênio da Prefeitura de Mauá com a UNINOVE, celebrado ainda na gestão de seu antecessor Atila Jacomussi (PSB), que possui um campus universitário de medicina na cidade, a estrutura foi totalmente reconstruída e reequipada com novos aparelhos e mobiliários.
No dia 17 de abril de 2024, entregou à população, com atrasos, a requalificação do terminal de ônibus do Jardim Itapeva, cuja demolição ocorreu em dezembro de 2022 e a previsão para ser entregue seria em 12 meses.
Em junho de 2024 inaugurou a escola municipal Arthur Araújo Lula da Silva, cuja toponímia refere-se ao neto do Presidente do Brasil, Luiz Inácio Lula da Silva, falecido em 2019, vítima de uma infecção generalizada. O novo equipamento foi projetado para receber até 306 alunos de 0 a 6 anos.
A eleição municipal de Mauá em 2024 foi marcada por sua candidatura à reeleição, desta vez tendo como candidato à vice-prefeito um antigo opositor, o ex-Juiz João Veríssimo, do PSD. Marcelo concorreu a reeleição conta o ex-prefeito e candidato do União Brasil Atila Jacomussi, José Roberto Lourencini, pelo PSDB, Sargento Simões, pelo PL e Amanda Bispo pela UP. Marcelo e João conseguiram a vitória em segundo turno, disputado contra Atila Jacomussi que estava com a candidatura sub judice, com 102.115 votos, que representavam 54,05% do eleitorado total da eleição.
O resultado obtido por Marcelo fora inédito no cenário eleitoral da cidade de Mauá, onde até então o único prefeito que havia conseguido se reeleger fora Oswaldo Dias, eleito em 1996 e reeleito para um novo mandato em 2000.

#### 2.º Mandato
Iniciado em 1.º de janeiro de 2025, seu segundo mandato enfrenta diversos problemas herdados da primeira gestão, como o atraso na conclusão de obras como o terminal central e a construção da 5.ª Upa, cujos recursos já foram liberados pelo Ministério da Saúde, promessas de seu plano de governo da primeira campanha à prefeitura de Mauá, em 2020.
Em abril de 2024 anunciou por veículos de imprensa da região um corte de gastos no governo municipal em função da redução na arrecadação do Imposto sobre Circulação de Mercadorias e Serviços e da alta dívida do município com o pagamento de precatórios.

## Controvérsias

### Obras Públicas

#### Terminal Central
Seu primeiro mandato como prefeito foi marcado por controvérsias durante a realização de obras públicas na cidade, como a do terminal de ônibus central de Mauá, passados cinco anos do início das obras, iniciada em outubro de 2021, o equipamento que custou até o momento R$ 81,7 milhões aos cofres públicos do município, ainda não foi entregue integralmente à população, a abertura do novo espaço vem sendo feita gradualmente desde 2024. Este imbróglio na entrega do terminal, causados pela empresa vencedora do certame e pela prefeitura de Mauá vem causando diversos problemas para a população, devido a facilidade de alagamento nos períodos de chuva e a falta de sinalização e acessibilidade no local. 

### Investigações

#### Desvios na Merenda Escolar
Em junho de 2024 o Ministério Público do Estado de São Paulo instaurou um inquérito para investigar um suposto esquema de desvio de verbas na Secretaria Municipal de Educação da cidade de Mauá, através de uma denúncia protocolada em 2023 pelo então vereador Sargento Simões (PL). O Centro de Apoio à Execução do Ministério Público estimou um prejuízo ao erário no valor de R$ 14.564.511,37, proveniente desses desvios.

#### Abuso de Poder Político
Durante a campanha eleitoral de 2024, onde Marcelo buscou à reeleição, sua candidatura foi alvo de uma investigação de supostos abusos do poder público, uma vez que ao mesmo tempo que era candidato, ainda estava terminando seu primeiro mandato como prefeito. A denúncia foi protocolada no TRE-SP pela candidatura de oposição, encabeçada pelo candidato e ex-prefeito de Mauá, Atila Jacomussi (UNIÃO), que alegava que a administração de Marcelo favorecia eleitores, com retirada de juros e multas tributárias em troca de votos.

## Desempenho eleitoral
| Ano  | Eleição           | Cargo    | Partido                                                                        | Partido | Coligação            | Vice  | Votos para Marcelo | Votos para Marcelo | Votos para Marcelo | Votos para Marcelo | Resultado  | Ref    |
| Ano  | Eleição           | Cargo    | Partido                                                                        | Partido | Coligação            | Vice  | T.                 | Total              | %                  | P.                 | Resultado  | Ref    |
| ---- | ----------------- | -------- | ------------------------------------------------------------------------------ | ------- | -------------------- | ----- | ------------------ | ------------------ | ------------------ | ------------------ | ---------- | ------ |
| 2004 | Municipal de Mauá | Vereador |                                                                                | PT      | PT, PMDB, PCdoB      |       | 1.º                | 1.394              | 0,66%              | 39.º               | Não Eleito | [ 23 ] |
| 2008 | Municipal de Mauá | Vereador | PT, PRB                                                                        | PT      | 1.º                  | 4.513 | 2,04%              | 5.º                | Eleito             | [ 24 ]             |            |        |
| 2012 | Municipal de Mauá | Vereador | PT, PSB                                                                        | PT      | 1.º                  | 4.334 | 1,96%              | 1.º                | Eleito             | [ 25 ]             |            |        |
| 2016 | Municipal de Mauá | Vereador | PT, PTB, PRB                                                                   | PT      | 1.º                  | 3.539 | 1,69%              | 26.º               | Eleito             | [ 26 ]             |            |        |
| 2020 | Municipal de Mauá | Prefeito | Partido Isolado                                                                | PT      | Celma Dias (PT)      | 1.º   | 38.330             | 19,84%             | 2.º                | Segundo Turno      | [ 27 ]     |        |
| 2020 | Municipal de Mauá | Prefeito | Partido Isolado                                                                | PT      | Celma Dias (PT)      | 2.º   | 91.459             | 50,74%             | 1.º                | Eleito             | [ 2 ]      |        |
| 2024 | Municipal de Mauá | Prefeito | Verdade Para Mauá Avançar (Fe.Brasil, PSD, PSB, MDB, PODE, PDT, Fed. PSOL Rede | PT      | João Veríssimo (PSD) | 1.º   | 93.374             | 45,13%             | 1.º                | Segundo Turno      | [ 28 ]     |        |
| 2024 | Municipal de Mauá | Prefeito | Verdade Para Mauá Avançar (Fe.Brasil, PSD, PSB, MDB, PODE, PDT, Fed. PSOL Rede | PT      | João Veríssimo (PSD) | 2.º   | 102.115            | 54,05%             | 1.º                | Eleito             | [ 3 ]      |        |